# Gorno Aleksandrovo
Gorno Aleksandrovo (bulgariska: Горно Александрово) är ett distrikt i Bulgarien.   Det ligger i kommunen Obsjtina Sliven och regionen Sliven, i den östra delen av landet, 270 km öster om huvudstaden Sofia.
Trakten runt Gorno Aleksandrovo består till största delen av jordbruksmark. Runt Gorno Aleksandrovo är det ganska glesbefolkat, med 22 invånare per kvadratkilometer.